# Timár Kálmán
Timár Kálmán (Gádor, 1884. január 31. – Kalocsa, 1960. december 3.) kalocsai katolikus tanítóképző-intézeti tanár, egyetemi  magántanár, a Szent István Akadémia tagja.

## Élete
Eleinte az összehasonlító irodalomtörténet tárgytörténeti problémáival foglalkozott, utóbb a magyar kódexirodalom tanulmányozására szentelte munkaerejét. Vidéki elszigeteltségében is számos értékes tudományos tanulságot aknázott ki a középkori magyar irodalom szövegeiből.

## Művei
- 1938 Az érsekújvári Tanítóképző Intézet története